# Sergej Klevtsjenja
Sergej Konstantinovitsj Klevtsjenja (Russisch: Сергей Константинович Клевченя) (Barnaoel, 21 januari 1971) is een voormalig Russisch schaatser. Zijn specialiteit waren de 500 en 1000 meter. Met ingang van seizoen 2015/2016 is hij bondscoach van Kazachstan.

## Biografie
Klevtsjenja was tussen 1992 en 2002 actief in de internationale schaatssport en heeft aan vier Olympische Winterspelen meegedaan. Op zijn eerste Olympische Winterspelen van 1992 in Albertville reed Klevtsjenja alleen de 500 meter en eindigde hij als 21e. Twee jaar later in bij de Winterspelen in Lillehammer behaalde Klevtsjenja een zilveren (500 meter) en een bronzen medaille (1000 meter). Doordat Klevtsjenja veel moeite had met het overschakelen op de klapschaats, introductie 1997, kon hij op de Winterspelen van 1998 in Nagano geen rol van betekenis spelen en eindigde hij op de 500 meter in de middenmoot en op de 1000 meter in de achterhoede. De Winterspelen van 2002 in Salt Lake City zou zijn laatste grote toernooi worden. Hoewel zijn beste jaren reeds geweest waren, reed hij op de 500 (13e) en 1000 meter (9e) acceptabele uitslagen.
Zijn beste jaar was 1996 toen Klevtsjenya in Heerenveen wereldkampioen sprint werd en de eerste wereldkampioen 1000 meter werd in het Vikingskipet van Hamar. Tijdens laatst genoemde kampioenschap werd hij bovendien tweede op de 500 meter achter Hiroyasu Shimizu. Een jaar later werd Klevtsjenya weer wereldkampioen sprint en wederom in het Vikingskipet.
Eind mei 2015 werd bekend dat hij Vadim Sajoetin opvolgt als bondscoach van Kazachstan. Als assistent-trainer voor de sprinters had hij onder leiding van Sajoetin al enige ervaring opgedaan.

## Persoonlijk records
| Afstand    | Tijd    | Datum            | Baan           |
| ---------- | ------- | ---------------- | -------------- |
| 500 meter  | 35,00   | 10 maart 2001    | Salt Lake City |
| 1000 meter | 1.08,41 | 16 februari 2002 | Salt Lake City |
| 1500 meter | 1.49,24 | 9 december 2001  | Calgary        |
| 3000 meter | 3.56,59 | 21 oktober 2001  | Calgary        |
| 5000 meter | 7.18,79 | 29 november 1988 | Medeo          |

## Resultaten
| jaar | Olympische Spelen  | WK Afstanden    | WK Sprint |
| ---- | ------------------ | --------------- | --------- |
| 1992 | 21e                |                 | -         |
| 1993 |                    |                 | 10e       |
| 1994 | 500m · 1000m       |                 | Zilver    |
| 1995 |                    |                 | 6e        |
| 1996 |                    | 500m · 1000m    | Goud      |
| 1997 |                    | 4e 500m         | Goud      |
| 1998 | 14e 500m 33e 1000m | -               | 19e       |
| 1999 |                    | -               | -         |
| 2000 |                    | -               | -         |
| 2001 |                    | 6e 500m · 1000m | 11e       |
| 2002 | 13e 500m 9e 1000m  |                 | 14e       |

- = geen deelname

### Medaillespiegel
| kampioenschap     | goud | zilver | brons |
| ----------------- | ---- | ------ | ----- |
| Olympische Spelen | 0    | 1      | 1     |
| WK Afstanden      | 1    | 1      | 1     |
| WK Sprint         | 2    | 1      | 0     |